# Tjelovek bez pasporta
Tjelovek bez pasporta (russisk: Человек без паспорта) er en sovjetisk spillefilm fra 1966 af Anatolij Bobrovskij.

## Medvirkende
- Vladimir Zamanskij som Aleksandr Rjabitj
- Gennadij Frolov som Vladimir Bakhrov
- Nikolaj Gritsenko som Pjotr Izmaylov
- Lionella Skirda som Olga Gontjarova
- Aleksej Ejbozjenko som Konstantin Lezjnev